# Parc Nacional de Folgefonna
El Parc Nacional de Folgefonna (en noruec: Folgefonna nasjonalpark) és un parc nacional de Noruega, situat al comtat de Hordaland i als municipis de Jondal, Kvinnherad, Etne, Odda i Ullensvang. El parc està situat a la península de Folgefonna i ocupa una superfície de 545,2 km². Va ser inaugurat per l'esposa del rei Harald V el 14 de maig de 2005.
El parc engloba Folgefonna, tres glaceres de diferent grandària i amb moltes branques. Amb 168 quilòmetres quadrats, Folgefonna és la tercera capa de gel més gran de la Noruega continental. Probablement arriba a un gruix màxim de 300 a 400 metres. El seu punt més alt és de 1.662 metres sobre el nivell del mar, i es creu que és un dels llocs més humits de Noruega, ja que rep una precipitació anual estimada de 5.500 mil·límetres.

## Flora i fauna

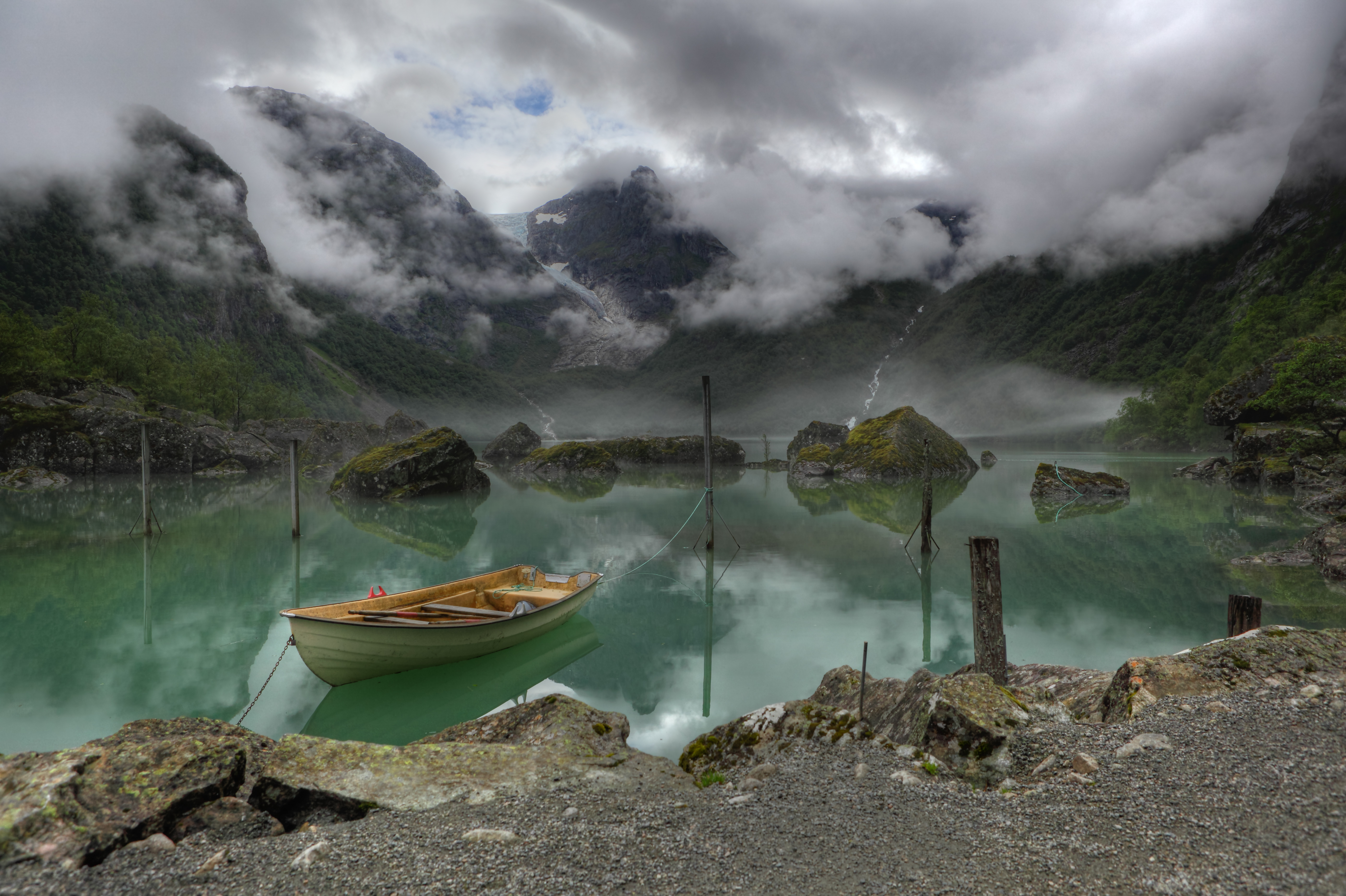
El llac Bondhus, amb la glacera de Bondhusbreen al fons, una branca de la glacera de Folgefonna.

Les altes muntanyes del parc són massa estèrils per a moltes criatures, però no pas per als Lagopus. Els nius de l'àguila daurada es troben en diverses valls que arriben a la glacera i s'alimenten de Lagopus de les zones glacials. Els titella són l'espècie més abundants per sobre de la línia d'arbres. A les zones boscoses per sota de la línia d'arbres, és abundant el cérvol comú, i de fet al municipi de Kvinnherad és on hi ha més cérvols que en qualsevol altre lloc del país. El gall de cua forcada i el gall fer comú també es poden trobar als boscos de pins. Aquest és també un dels últims llocs de l'Europa occidental amb presència de picot garser dorsblanc. Les allaus arrosseguen molts arbres morts al seu pas i aquest és exactament l'hàbitat preferit per aquests picots.
Les espècies resistents com el jonc de tres fulles i el Salix herbacea prosperen malgrat els sòls pobres. Les ericàcies i ciperàcies poden créixer a tocar de les glaceres. La genciana porpra i la roseta són les plantes amb flors més notables que creixen al parc.